# نفوذ
في علم الاجتماع، النفوذ أو السلطة تعني امتلاك قوة اجتماعية ضمن نسيج العلاقات الاجتماعية يمكن المرء من تنفيذ رغبته مهما كانت مدى شرعيتها أو مطابقا للقوانين الاجتماعية، ماكس فيبر في المباديء الأساسية في علم الاجتماع يعرف النفوذ:
نقصد بالنفوذ كل فرصة/إمكانية ضمن العلاقات الاجتماعية، تسمح للشخص بتنفيذ رغبته الخاصة، حتى لو كانت ضد مقاومة ما، وبغض النظر عن أساس هذه الفرصة.
شهدت النقاشات الفلسفية الاجتماعية مؤخرا جدل حول مصطلح النفوذ والسلطة يتركز حول قضية الطبيعة التحجيمية و/أو التمكينية للنفوذ. بعض المدارس ترى النفوذ والسلطة على انها أشكال من القيود على تصرفات الإنسان، وفي نفس الوقت هي ما يجعل الفعل ممكنا، حتى ضمن نطاق ضيق. معظم هذا النقاش نتج عن أعمال للفيلسوف ميشيل فوكو، الذي يقول مثل ميكيافيللي بأن النفوذ «منصب استراتيجي معقد في مجتمع معين [بنية اجتماعية]». كان مصطلح فوكو بطيعته البنيوية يتضمن كلا الجانبين التمكيني والتحجيمي. يناقش أنتوني غيدنز بشكل خاص في أعماله الجانب التميكيني للنفوذ.
ممارسة النفوذ لا تحتاج بالضرورة لممارسة إكراه (عن طريق القوة أو التهديد) لذا فإن النفوذ يتضمن كلا القوتين الفيزيائية والسياسية، بما فيها الكثير من أشكال القوة التي تندرج تحت مصطلح (النفوذ). في الكثير من الأحيان يطلق على «النفوذ» اسم «تأثير» مع أن بعض المؤلفين يعتبرون التأثير مصطلح أكثر عمومية في حين أن النفوذ هو ممارسة قصدية للتأثير على شخص معين.
بشكل أكثر تعميما يمكن تعريف النفوذ على انه القدرة الأحادية (سواء كانت مباشرة أو إيحائية) أو حتى كامنة لشخص ما على إحداث تغيير ملحوظ، في حياة بعض الأشخاص. تعتبر قوانين النفوذ والسلطة تفسيرا للتطور، يستخدم من قبل بعض الأفراد، بهدف جعل الأفراد أكثر راحة ضمن البنية الاجتماعية لمجتمعه.

## مستويات النفوذ الاجتماعي
یعد مفهوم النفوذ وفق علم الاجتماع الغربي من المفاهیم واسعة الانتشار في التراث الإنساني، واذا ما أصبح هذا الانتشار بشكله الأوسع في علم الاجتماع العام أو علم الاجتماع السیاسي في الكتابات المعاصرة والحدیثة، فإنه قد استخدم أیضا منذ القدم في زمن الفیلسوف أرسطو، خاصة في الأدب السیاسي، حیث درج على استعماله في الحدیث عن الشؤون السیاسیة الداخلیة، ویستعمل مفهوم القوة على مستویات ثلاث:
- المستوى الفردي والعلاقة بین الأشخاص.
- مستوى الجماعة الاجتماعیة والعلاقات بینها.
- مستوى الدولة والنظام الدولي، حیث یمثل مفهوم القوة ر كیزة رئیسیة في دراسة العلاقات الدولیة.

## ماهیة النفوذ

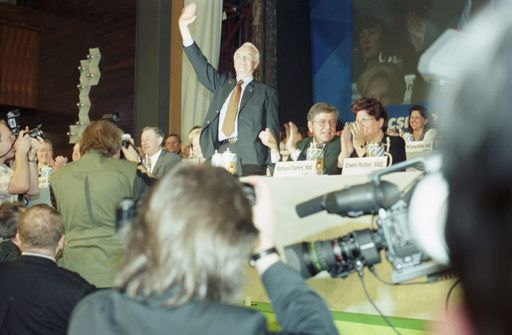
هناك اضطرابات عاطفية تؤثر على أولئك الذين يمارسون السلطة بأي شكل من أشكالها، ومن بينها متلازمة الغطرسة أو جنون العظمة أو الهامارتيا أو النرجسية.

إن ماهیة النفوذ في حد ذاتها، تعد میدانا خصبا للبحث في إطار علم الاجتماع السیاسي، ما دعى الكثیر من العلماء في هذا المیدان إلى طرح نظریات خاصة لمجال النفوذ، باعتباره مفهوما رئیسیا یرتبط بالعدید من المفاهیم والأفكار الأخرى التي تندرج جمیعها تحت مجال علم الاجتماع السیاسي، وذلك مثل: السلطة، والنفوذ، والعنف، وغیرها مما یحتاج للكثیر من المعالجات النظریة، وفي هذا الإطار، یحدد «بو تومور» علم الاجتماع السیاسي بأنه العلم الذي یعني بدارسة النفوذ الاجتماعي، ویقصد بالنفوذ قدرة أحد الأفراد أو الجماعات على ممارسة فعل معين من أجل اتخاذ وتنفیذ القرارات، وذلك بشكل أوسع، وتحدید نظم وجداول العمل. من أجل صنع القرار. ویعتبر «ماكس فيبر» النفوذ نوعا من ممارسة القهر أو الإجبار بواسطة أحد الأفراد على الآخرین، ویعرف «بكلي» النفوذ بأنه الرقابة أو التأثیر الذي یمارسه شخص ما، أو جماعة، على أفعال الآخرین، لتحقیق هدف معین دون موافقتهم، وقد یكون هذا الهدف ضد إرادتهم أو بدون معرفتهم أو فهمهم، وتستخدم في ذلك میكانیزمات عدیدة، منها العنف، أو إصدار الأوامر، أو الإشارة إلى الجزاءات.
أما النفوذ السیاسي، فهو مصطلح یشیر إلى السلطة السیاسیة، أي القوة القانونیة للدولة، بمعن شر عیة القوة أو القوة المشر عة، وهي تتضمن اعتقاد الأفراد بأن من واجبهم طاعة الدولة، ومن حق الدولة أن تمارس القوة والنفوذ علیهم، لذلك فإن بعض العلماء یعد السیاسة بأنها دراسة علاقات القوة بین الناس، إن القوة السیاسیة هي مدى التأثیر النسبي الذي تمارسه الدول في علاقاتها المتبادلة، فهي بذلك أوسع نطاقا من العنف بأشكاله المادیة والعسكریة، أي أنها النتاج النهائي لعدد كبیر من المتغیرات المادیة وغیر المادیة، وبحسب هذا الحجم تتحدد إمكانیاتها في التأثیر السیاسي في مواجهة غیرها من الدول.
هذا ما یؤكده الاتجاه الذي كان سائدا خلال القرن السادس عشر عند «نيكولو مكيافيلي» على وجه الخصوص، ویؤكد هذا الاتجاه أن السیاسة هي القوة، وبهذا المعنى تكون دراسة السیاسة – كما أسلف – هي دراسة علاقات النفوذ بین الناس من حیث صورها وأشكالها والنظم التي تكون معبرة بنائیا ووظیفیا عن هذه الصور والأشكال، ویمیل أصحاب هذا الاتجاه إلى النظر إلى علم السیاسة على أنه مفرغ من أي محتوى أخلاقي حیث أن السیاسة عندهم تعني السیطرة، وما یجب أن یقوم به علماء السیاسة هو ملاحظة الواقع ووصفه وتحلیله، إلا أن النفوذ من منظور شامل یرتبط بها كل سلوك إنساني بصورة أو بأخرى خلال عملیات التواصل والتأثیر المتبادل، حیث أن ظاهرة القوة تتخلل كافة الأنشطة الاجتماعیة.